# Saint-Luc (Frankrijk)
Saint-Luc is een gemeente in het Franse departement Eure (regio Normandië) en telt 246 inwoners (2004). De plaats maakt deel uit van het arrondissement Évreux.

## Geografie
De oppervlakte van Saint-Luc bedraagt 5,1 km², de bevolkingsdichtheid is 48,2 inwoners per km².
De onderstaande kaart toont de ligging van Saint-Luc (Frankrijk) met de belangrijkste infrastructuur en aangrenzende gemeenten.

## Demografie
Onderstaande figuur toont het verloop van het inwonertal (bron: INSEE-tellingen).